# Petrus Liénard
Petrus Carolus Liénard (Sint-Lenaarts, 8 juni 1862 - Geel, 4 april 1951) was een Belgisch onderwijzer en politicus voor de Liberale Partij.

## Levensloop
Liénard, beroepshalve onderwijzer, was een zoon van de brigadier van douane Philippus Liénard (1813-1899) en de strijkster Maria Coleta Goelen (1825-1893). Hij trouwde met de winkelierster Maria-Elisabeth Proost (1868-1948).
Hij stond als plaatsvervanger op de liberale senaat-kieslijst voor het kiesarrondissement Mechelen-Turnhout voor de wetgevende verkiezingen van 1939. Toen bevestigd werd dat senator Arthur Vanderpoorten in een Duits concentratiekamp (Bergen-Belsen) was omgekomen, werd Liénard op 5 juni 1945 zijn opvolger en hij vervulde dit mandaat tot aan de verkiezingen van 17 februari 1946.